# Furesø Station
Furesø Station var et trinbræt på Slangerupbanen. Det åbnede den 22. maj 1932 og blev nedlagt den 23. maj 1971.